# Barbula subobtusa
Barbula subobtusa är en bladmossart som beskrevs av Thériot 1930. Barbula subobtusa ingår i släktet neonmossor, och familjen Pottiaceae. Inga underarter finns listade i Catalogue of Life.